# Kolorerad film

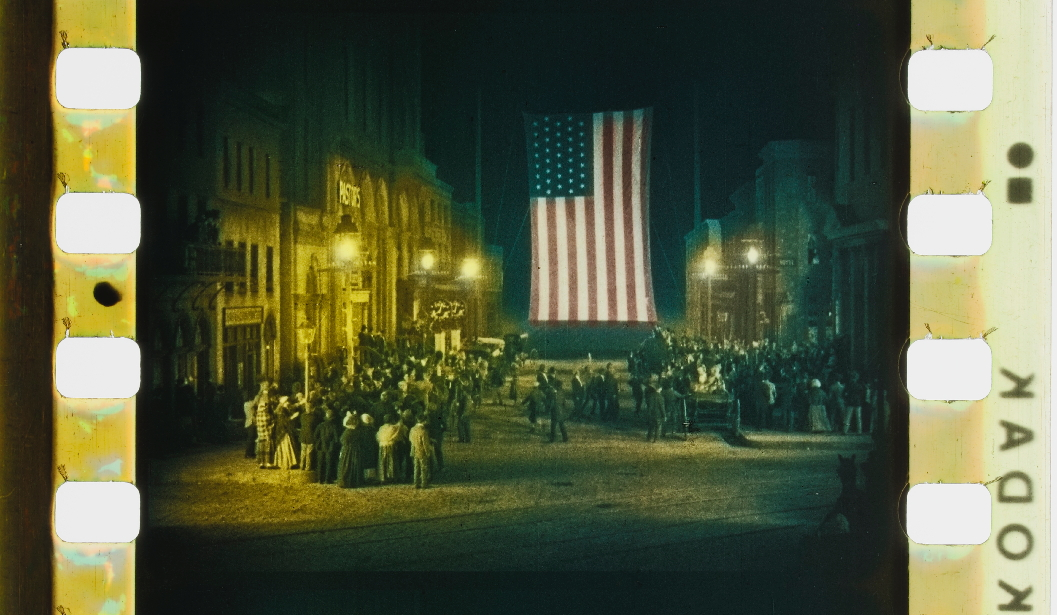
Färglagd ruta från en nitratkopia av stumfilmen Lights of Old Broadway från 1925.

Kolorerad film (alternativt färglagd film) innebär att man lägger på färger på svartvita eller sepiatonade filmer. Det kan göras som en specialeffekt, för att "modernisera" äldre filmer eller för att restaurera färgfilmer. De första exemplen härstammar från tidigt 1900-tal, men det har med åren blivit vanligt med hjälp av digitala hjälpmedel.

## Historia

### Tidiga försök
I början av 1900-talet gjordes en rad försök att skapa färgfilm. Bland de första som ville färglägga svartvita filmer var målaren Elisabeth Thuillier som handmålade direkt på filmremsorna med färg och pensel. Eftersom processen var komplicerad anlitade hon 200 målare som turades om att måla varje ruta. Tillsammans med sina medarbetare producerade hon bland annat 60 färgkopior av Georges Méliès film Resan till månen. Av dessa kopior finns idag bara en bevarad.

### Digital färgläggning
1970 presenterade ingenjören Wilson Markle en ny metod på hur man kunde färgsätta svartvita filmer, denna gång med hjälp av datorer. Den allra första långfilm som kom att färgläggas med dator var Det spökar i sta'n från 1937.
Konceptet väckte på 1980-talet kritik från flera filmregissörer. Bland dem fanns Miloš Forman och Woody Allen, vilka båda menade att det var syndigt och omoraliskt att utan tillstånd färglägga äldre filmer.
Vid samma period hade affärsmannen Ted Turner planer på att göra en färglagd version av Orson Welles Citizen Kane, en långfilm från 1941 som Turner Entertainment förvärvat rättigheterna till. Detta väckte dock starka reaktioner, bland annat från Welles själv, och projektet lades snabbt ner.
2018 presenterade Jason Antic den AI-baserade programvaran DeOldify, som kan färglägga både svartvita filmer och bilder.